# 殷达奇
殷达奇（？—），中华人民共和国外交官。历任驻日本大使馆领事处二秘、驻大阪总领事馆政治文化室主任（领事衔）、驻新潟副总领事。